# Sphenomorphus forbesi
Sphenomorphus forbesi là một loài thằn lằn trong họ Scincidae. Loài này được Boulenger mô tả khoa học đầu tiên năm 1888.